# Elaenia spectabilis
Elaenia spectabilis là một loài chim trong họ Tyrannidae.
Loài này được tìm thấy ở Nam Mỹ từ miền tây Amazonia đến miền đông Brazil và miền trung Bolivia. Môi trường sống tự nhiên của chúng là rừng nhiệt đới ẩm nhiệt đới hoặc cận nhiệt đới và rừng trước đây bị suy thoái nặng nề.